# Nationalpark Nahuel Huapi

Nationalpark Nahuel Huapi

Der Nationalpark Nahuel Huapi ist ein großes Naturschutzgebiet in Argentinien. 
Benannt ist der Park nach dem Nahuel Huapi, dem Quellsee des  Río Limay.
Das Gebiet liegt  an der Grenze zwischen den Provinzen Neuquén und Río Negro im nördlichen Patagonien.

## Etymologie
Der Name des Parks leitet sich ab vom Nahuel-Huapi-See, den der Naturpark umgibt. 
In der Sprache der Mapuche bedeutet nahuel Jaguar, huapi bedeutet Insel.

## Geschichte
Als erster argentinischer Naturpark wurde 1922 der Parque Nacional del Sur durch Perito Moreno eingerichtet, der zu diesem Zweck ein Grundstück von 75 km² dem Staat vermachte. 1934 wurde das Gebiet per Gesetz zum argentinischen Nationalpark ernannt, zeitgleich mit dem Nationalpark Iguazú. Von der IUCN wird der Park als Biotop- und Artenschutzgebiet (Kategorie IV) geführt.

## Flora und Fauna
Die Vegetationszonen erstrecken sich über Bereiche der Patagonischen Steppe und reichen in den  höher gelegenen Gebirgsregionen in den Valdivianischen Regenwald. 
Im östlichen Teil dominieren patagonische Xerophyten, während Teile des westlichen Parks mit Regenwäldern bedeckt sind. Weit verbreitet sind Lenga-Südbuche, Coihue-Südbuche und Antarktische Scheinbuche. Außerdem gedeihen die Chilenische Zeder (Austrocedrus chilensis), Lomatia-Arten, Alstroemeria aurantiaca, Mitraria cocinea und Chilenischer Feuerstrauch (Embothrium coccineum), Fuchsien-, Bambus-Arten und verschiedene Myrtengewächse. Streng geschützt ist der Luma apiculata, ein immergrüner Baum, der ebenfalls zur Familie der Myrtengewächse gehört.